# ランドスケープデザイン空間論
ランドスケープデザインの空間論（ランドスケープデザインくうかんろん）は、 空間としての空間の意味や性質 、そしてデザインの要素としての理論を指す。ランドスケープデザインの基本的なメディアとしての宇宙の概念は、モダニズム 、現代アート、アジアの芸術とデザインに関連する議論から生みだされた。

## ヨーロッパ
エリザベス・K・マイヤーはクロード・アンリ・ワトレットの エッセイ・オン・ガーデン （1774）を、おそらく庭/建築理論の宇宙への最初の言及として挙げている。 1918年のアンドリュー・ジャクソン・ダウニング（ Andrew Jackson Downing）は、 絵画と庭園を宇宙の創造に関わる芸術として直接結びつけた「建築における空間構成」を書いた。
現代の北ヨーロッパ思想の起源は、1890年代のドイツの審美哲学である。 1920年代までに、 相対性理論というアインシュタインの理論は、ニュートンの普遍的空間の概念を置き換えていく。そしてフレッチャー・スティール、ジェームズ・ローズ、ガレット・エクボ、ダン・カイリーなどの実践者らは、整形と不整形のアイデアを中心とした一般論を取替えるため、行、巻、塊、飛行機の語彙を書き、デザインし始めた。彼らの分野を美術とより密接に結びつけるものである。
Adrian Fortyによれば 、デザインとの関連での「 空間 」という用語に、1890年代までは意味はなかった。 当時、2つの学校が発展し始めた。 1880年ウィーンのゴットフリート・ゼンパー（Gottfried Semper）は、 建築の最初のインパルスが空間のエンクロージャーであるという考えに基づいて、建築理論を開発。カミロ・ジッテ（ Camillo Sitte ） は、芸術的原則 による都市計画（1889年）の中でゼンパーのアイデアをエクステリア空間に拡張した。 同時に、フリードリヒ・ニーチェは、人間の動きと知覚によって生成された力場として空間の経験を強調したカントからのアイデアを基にしている。マルティン・ハイデッガーは後にこれらの学校の両方に矛盾するであろう。 1927年の「存在と時間」と1951年の「建物、住居、思考」では、空間は心の構築物でもなく、与えられたものでもなく、「空間が作られたもの」であり、部屋自体ではなく部屋である。 アンリ・ルフェーヴルは、これらのすべてを疑問に思って、デザイナー自身の考えを宇宙製造者として、支配的な資本主義生産モードへの卑屈さに結びつけている。 彼は、彼らが作り出した抽象的な空間が、疎外、分離、そして目の特権によって社会空間を破壊したと感じていた。
1930年代のハーバードの同僚であったローズとエクボは、ワシリー・カンディンスキー、クルト・シュヴィッタース、ナウム・ガボ、ロシア構成主義などのアーティストとミース・ファン・デル・ローエの フリープランといった建築家のアイデアから空間に関するアイデアを取り入れた運動のパイオニアであった 。 屋外の部屋や彫刻を歩き回る庭園を見て、彼らは動きを重視する。 絵画や彫刻と同様に、ローズは特に、マスだけではなく、建築容積を持つ景観の要素を見ている。純粋な風景では、構造殻を落とし、容積は土、舗装、水面、 森林、壁、構造物、その他の垂直要素、そして上の空、枝分かれ、屋根などが含まれている。エクボは庭園の社会的機能について個人と集団が一致する場所としてフリープランの柱と薄い壁のグリッドを採用している。
1940年代までに、景観デザインの宇宙に関する執筆が増加。ジークフリート・ギーディオンは、 宇宙、時間と建築において、宇宙史の歴史として建築の歴史を再構成した。エルノー・ゴールドフィンガーは、 Architectural Review誌にいくつかの影響力のある記事を書いて、空間の大きさと形状の潜在的な影響に取り組んでいる。 彼は、私たちがそれを十分に体験するために風景を通して移動する必要があるとし、宇宙の認識は、 気晴らしの状態で起こることを指摘している。カイリーは、これらの著作を吸収し、ローズとエクボの仕事を基盤にして、 対称性の非対称性 、 階層の バランス 、複数の中心点、曖昧さを促進した。

## ミニマリズム
ミニマルアートは、ピーター・ウォーカー、マーサ・シュワルツ、ヒデオ・ササキなど、1960年代のデザイナーに深い影響を与えているとされる。 一方で、 ソル・ルウィットの空間フレーム彫刻とカール・アンドレの 量産された物体 の床彫刻によって、 空間の 形成における壁の必要性が再考された。 幾何学 、繰り返し、地面の変化は、壁や植え付けにもランドスケープの重要な要素として疑問視された「製作の場」を作り出した。 同じように適用された実施問題は、ランドスケープが国際スタイルの建物を表示するための白いシートであると見られるようになったという佐々木の認識であった。この景観とのつながりの解消は、企業のオフィスパークで特に顕著であり、ササキとウォーカーは内外の空間をつなぐ試みを通じてこれを対処しました。
ジェームズ・コーナーは、景観の空間性を、景観の媒体を区別する3つのものの1つであると考えている（他は景観の一時性と風景の重要性である）。 彼はガストン・バシュラールを参照して、景観の空間と建築と絵画の区別を区別するスケールと精神的位置づけを強調している ：「想像力の内側の巨大さからの世界の即時の大きさ、自分自身